# James Glynn

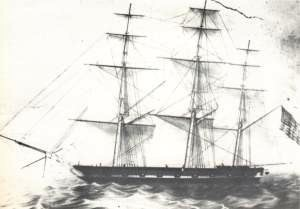
Sloop-of-warUSS Preble do capitão James Glynn.

James Glynn (1800-1871), foi um oficial da marinha dos Estados Unidos que, em 1848, tornou-se no primeiro americano a negociar com o Japão durante o período Sakoku, em que o país se encontrava reservado ao ocidente.
James Glynn entrou na marinha dos EUA a 4 de março de 1815. Tornou-se tenente em 1825, comandante em 1841 e serviu na Califórnia durante a Guerra Mexicano-Americana. James foi colocado no comando da corveta Sloop-of-war USS Preble (16 armas) e enviado para a China.
Glynn propôs ao governo dos Estados Unidos para abrirem relações com o Japão através da diplomacia e, se necessário, com uma demonstração de força. A sua recomendação abriu caminho para a expedição do comodoro Matthew C. Perry em 1853 e 1854.